# Pierre Thiriet
Pour les articles homonymes, voir Thiriet.
Pierre Thiriet, né le 20 avril 1989 à Épinal, est un pilote automobile français. Depuis ses débuts en endurance, Pierre Thiriet a couru notamment pour les écuries Luxury Racing et TDS Racing.

## Biographie
Pierre Thiriet, né le 20 avril 1989, est le fils de Claude Thiriet, fondateur de la société française de surgelés Thiriet, dont il est directeur adjoint d'un site de production de l'entreprise familiale.

## Carrière automobile
En 2012, il remporte le championnat European Le Mans Series.
En 2013, alors qu'il pilote l'Oreca 03 de Thiriet by TDS Racing dans la catégorie LMP2 du championnat European Le Mans Series, Pierre Thiriet a vingt-quatre ans et partage son temps entre ses études et le sport automobile.
En 2014, au volant de la Morgan LMP2 de TDS Racing, il termine les 24 Heures du Mans à la deuxième place du LMP2 et à la sixième place du classement général.
En juin 2016, il court une sixième fois les 24 Heures du Mans. L'équipage abandonne sur accident au petit matin alors qu’il luttait pour la première place de sa catégorie.
L'année suivante, à bord de l'Oreca 07, il abandonne de nouveau aux 24 Heures du Mans.
En juin 2018, il participe aux 24 Heures du Mans pour Signatech Alpine,. Les écuries TDS Racing et G-Drive Racing sont déclarées non conformes à l'arrivée, puis déclassées après plusieurs mois d'attente. Cette sanction a pour conséquence de donner la victoire à Pierre Thiriet, la première de sa carrière aux 24 Heures du Mans en catégorie LMP2,,.
En 2019, il remporte à nouveau les 24 Heures du Mans avec l'écurie Signatech-Alpine, accompagné d'André Negrão et de Nicolas Lapierre et devient champion LMP2 WEC 2019.

### Résultats aux 24 Heures du Mans
Résultats synthétiques de Pierre Thiriet aux 24 Heures du Mans :
| Année | Équipe                  | Coéquipiers                          | Voiture                | Catégorie | Tours | Pos. | Cat. pos. |
| ----- | ----------------------- | ------------------------------------ | ---------------------- | --------- | ----- | ---- | --------- |
| 2011  | Luxury Racing           | Anthony Beltoise François Jakubowski | Ferrari 458 Italia GT2 | GTE Pro   | 136   | Abd. | Abd.      |
| 2012  | Thiriet by TDS Racing   | Mathias Beche Christophe Tinseau     | Oreca 03-Nissan        | LMP2      | 353   | 8e   | 2e        |
| 2013  | Thiriet by TDS Racing   | Ludovic Badey Maxime Martin          | Oreca 03-Nissan        | LMP2      | 310   | Abd. | Abd.      |
| 2014  | Thiriet by TDS Racing   | Ludovic Badey Tristan Gommendy       | Ligier JS P2-Nissan    | LMP2      | 355   | 6e   | 2e        |
| 2015  | Thiriet by TDS Racing   | Ludovic Badey Tristan Gommendy       | Oreca 05-Nissan        | LMP2      | 204   | Abd. | Abd.      |
| 2016  | Thiriet by TDS Racing   | Mathias Beche Ryō Hirakawa           | Oreca 05-Nissan        | LMP2      | 241   | Abd. | Abd.      |
| 2017  | G-Drive Racing          | Roman Rusinov Alex Lynn              | Oreca 07-Gibson        | LMP2      | 20    | Abd. | Abd.      |
| 2018  | Signatech Alpine Matmut | Nicolas Lapierre André Negrão        | Alpine A470-Gibson     | LMP2      | 367   | 5e   | 1er       |
| 2019  | Signatech Alpine-Matmut | Nicolas Lapierre André Negrão        | Alpine A470-Gibson     | LMP2      | 368   | 6e   | 1er       |